# Inglisella
Inglisella là một chi ốc biển, là động vật thân mềm chân bụng sống ở biển trong họ Cancellariidae.

## Các loài
Các loài trong chi Inglisella gồm có:
- Inglisella etheridgei (Johnston, 1880)[2]
- Inglisella septentrionalis Finlay, 1930[3]